# Oncopeltus sanguineolentus
Oncopeltus sanguineolentus är en insektsart som beskrevs av Van Duzee 1914. Oncopeltus sanguineolentus ingår i släktet Oncopeltus och familjen fröskinnbaggar. Inga underarter finns listade i Catalogue of Life.